# لينو دي توني
لينو دي توني (بالإيطالية: Lino De Toni)‏ هو لاعب هوكي الجليد إيطالي، ولد في 18 أكتوبر 1972 في اجوردو في إيطاليا.

## وصلات خارجية
- لينو دي توني على موقع EliteProspects.com (الإنجليزية)
- لينو دي توني على موقع HockeyDB.com (الإنجليزية)
- لينو دي توني على موقع أوليمبيديا (الإنجليزية)